# The Print Shop
The Print Shop é um pacote básico de software de editoração eletrônica publicado originalmente em 1984 pela Brøderbund. Foi único em fornecer bibliotecas de clipart e modelos através de uma interface simples para construir cartazes, pôsteres e banners com impressoras matriciais domésticas. Ao longo dos anos, o software foi atualizado para acomodar as mudanças nos formatos de arquivo e nas tecnologias de impressora.
A versão original era para o Apple II e criava cartazes, cartões, banners e papéis timbrados. Projetado por David Balsam e programado por Martin Kahn, tornou-se um dos títulos Apple II mais populares de todos os tempos. Seguiram-se versões para MS-DOS, Commodore 64 e a família Atari de 8 bits, assim como uma variante para o Apple II GS.

## Recepção
The Print Shop fez muito sucesso. Em 1985, ele e os Caça-Fantasmas eram supostamente os dois programas do Commodore 64 mais pirateados. A II Computing listou-o em sétimo lugar na lista da revista dos principais softwares não-educacionais e não-relacionados a jogos do Apple II no final de 1985, com base em dados de vendas e participação de mercado. Em 1988, a Brøderbund anunciou que a empresa havia vendido mais de um milhão de cópias e que as vendas do software representavam 4% de todo o mercado de software dos Estados Unidos em 1987. Em abril de 1989, recebeu a certificação "Diamante" da Software Publishers Association por vendas acima de 500.000 unidades. A série representou 29% da receita da Brøderbund no ano fiscal de 1992.
O crítico da Ahoy! chamou a versão do Commodore 64 do The Print Shop de "um dos pacotes mais bem pensados e mais fáceis de usar que encontrei", relatando que não precisou usar o manual para produzir seus primeiros cartões comemorativos. Ele previu que o software “está destinado a se tornar um dos pacotes mais populares para o Commodore 64”. A II Computing criticou as opções de layout inflexíveis da versão do Apple II e a falta de pré-visualização da impressão, mas concluiu que "é verdadeiramente 'um utilitário gráfico para o resto de nós', incentivando a criatividade e a auto-expressão... você vai querer usar este programa repetidamente".

## Versões

### The Print Shop Companion
A expansão The Print Shop Companion, desenvolvida por Roland Gustafsson e lançada em 1985, adicionou um recurso de calendário, um editor gráfico atualizado, editores de fontes e bordas e um jogo "Creature Maker", bem como uma biblioteca expandida de fontes, bordas e gráficos. Inicialmente, para utilizar as novas fontes e bordas no The Print Shop Companion era necessário modificar o programa original; versões subsequentes do The Print Shop incluíram suporte integrado para o Companion.
Em 1986, foi lançada a primeira versão do Apple Macintosh . Apresentava gráficos de Marney Morris e era a versão mais poderosa disponível na época, sendo popular nas escolas e contendo um recurso exclusivo com o qual os gráficos podiam ser transferidos de ou para um arquivo MacPaint.
As bibliotecas gráficas para The Print Shop vieram da Brøderbund e de outros fornecedores. Bibliotecas foram produzidas para a versão original e continuaram a ser lançadas até a década de 1990. Os gráficos produzidos pelos usuários também eram comumente distribuídos por vários grupos de usuários, e até mesmo submetidos a revistas de disco, como a família de revistas Softdisk.

### The New Print Shope versões subsequentes

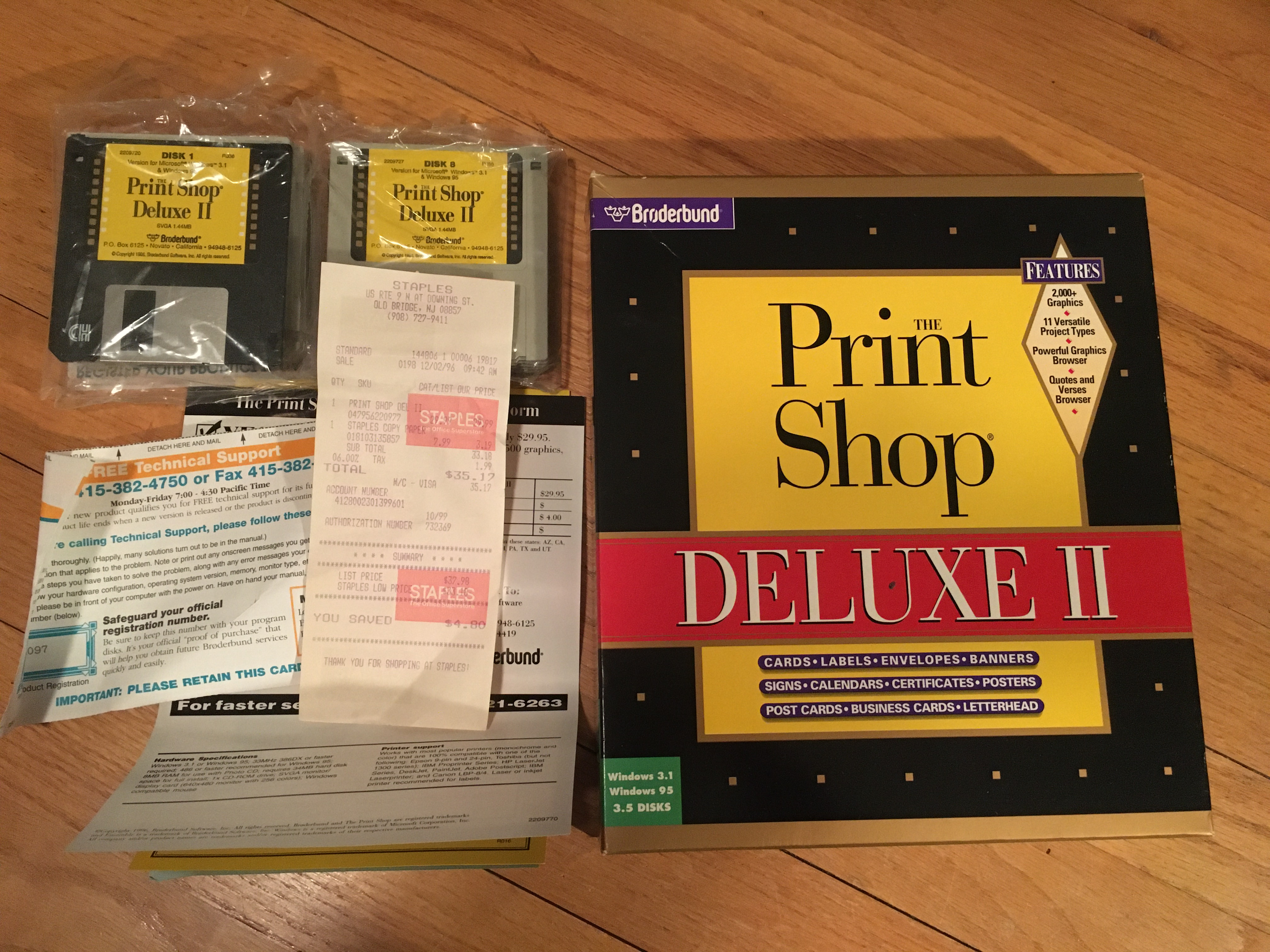
Caixa do Print Shop Deluxe II para Windows e disquetes de instalação de 1996.

O The New Print Shop foi lançado em 1988 para Apple II e MS-DOS, e melhorou o original. O Print Shop Deluxe, para Mac, MS-DOS e Windows, foi lançado em 1993. O Deluxe usava uma nova interface totalmente gráfica ainda encontrada nos programas de gráficas de hoje e permitia a criação de calendários. O Print Shop Deluxe foi avaliado no Oppenheim Toy Portfolio Guide Book, onde foi elogiado por "produzir cartões comemorativos, placas, papel de carta, banners, calendários, etiquetas para presentes e pôsteres de alta qualidade". O Print Shop Deluxe Companion adicionou novos módulos e gráficos, e a versão Ensemble combinou o The Print Shop, o Companion e várias bibliotecas gráficas em um único CD.
Muitas novas versões do The Print Shop se seguiram, como o Ensemble II. Agora com mais de 20 anos, o Print Shop ainda gera cartões comemorativos, banners e cartazes impressos. Ele oferece novos tipos de saída impressa, incluindo etiquetas e encartes de CD e DVD, capas para iPod e páginas de álbuns de fotos. Para usuários de pequenas empresas, também oferece projetos como cartões de visita, papéis timbrados e apresentações.
Em 15 de janeiro de 2010, uma nova versão para Windows 7 com suporte para PC intitulada The Print Shop 2.0 foi lançada, sendo publicada pela Encore, Inc. É publicado nas variantes Standard, Deluxe e Professional.
Para atender ao suporte do Windows 7 para projetos pré-2.0, uma versão incremental da linha antiga, o The Print Shop versão 2.1, foi lançada em julho de 2010. Para macOS (anteriormente Mac OS X), a versão mais recente é a 4.0, desenvolvida e publicada pela Software MacKiev, e lançada em dezembro de 2017. Uma atualização para fornecer compatibilidade de 64 bits (versão 4.1) foi lançada em dezembro de 2021.